# Mogens Fog

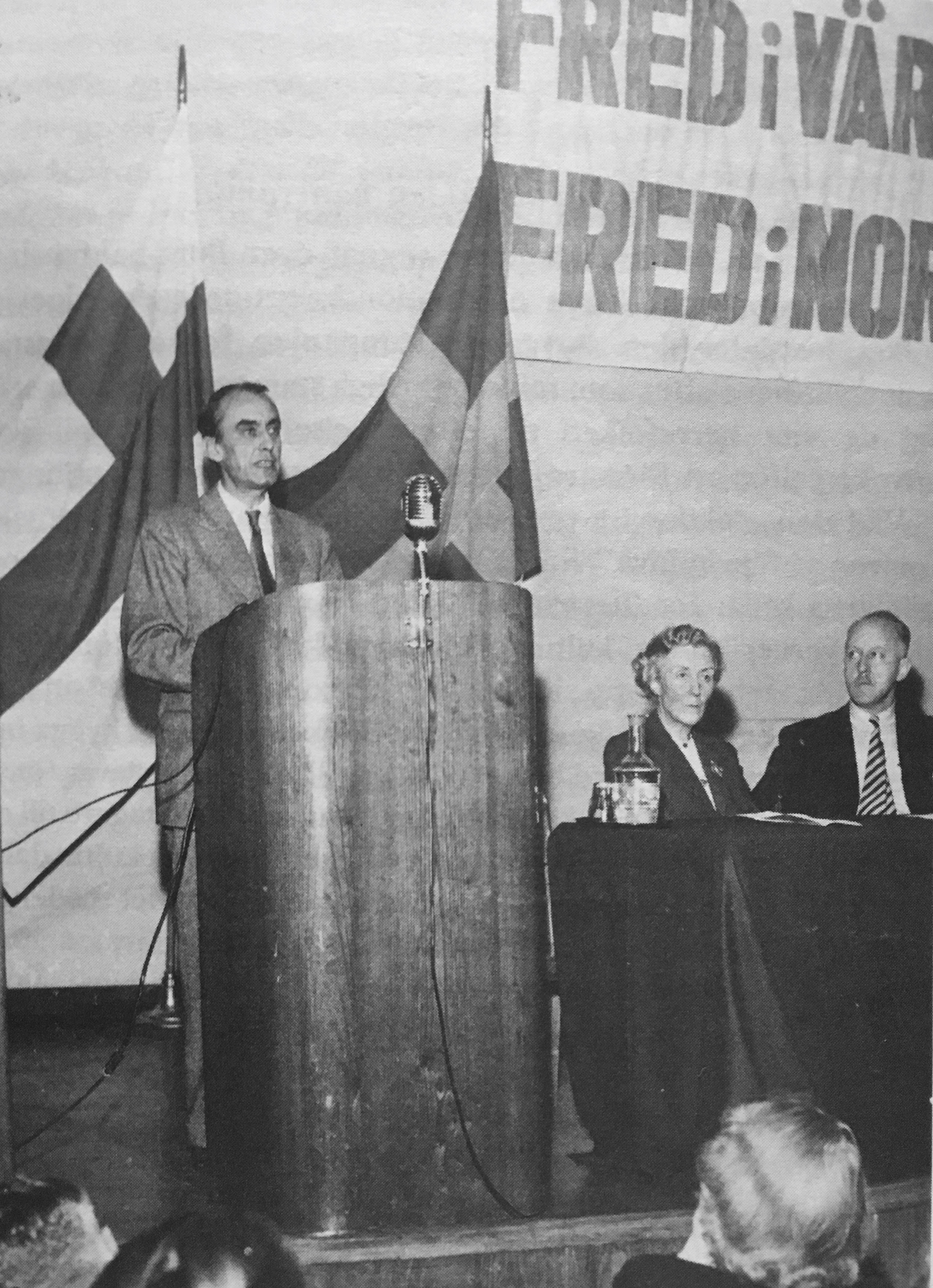
Professor Mogens Fog i talarstolen på en nordisk fredskonferens i Stockholm. Till höger med.dr Andrea Andreen samt den isländske författaren Halldór Laxness.

Mogens Ludolf Fog, född den 9 juni 1904 i Frederiksberg, död den 16 juli 1990, var en dansk läkare, politiker (Danmarks Kommunistiske Parti och Socialistisk Folkeparti) samt rektor vid Köpenhamns universitet 1966–1972. 

## Biografi
Fog var son till en bibliotekarien Ludolf Emil Fog och hans hustru Emilie. Fadern var fil.dr. i litteratur och redakstionssekreterare på Politiken. Han började sin utbildning 1922 på Metropolitanskolan i samma årsklass som Arne Munch-Petersen och Otto Melchior. Alla tre blev ett halvannat år efter studentexamen medlemmar i Danmarks Kommunistiske Parti. Fog fortsatte sin utbildning till läkare och var från 1938 till 1974 professor i neurologi vid Köpenhamns universitet, och rektor där åren 1966–1972. Under dessa år förekom studentupplopp och ungdomsrevolter, och Fog kunde i samverkan med studenterna införa demokratiska reformer vid universitetet.
Under 1930-talet var Fog ledande inom socialmedicinsk forskning och mycket aktiv inom den kulturella kampen mot fascismen och nazismen. Efter den tyska ockupationen av Danmark 1940 var han en av initiativtagarna till motståndrörelsen och en av grundarna av Danmarks frihetsråd 1943. Han arresterades av Gestapo 1944, men kunde fly vid bombningarna av Shellhuset i Köpenhamn den 21 mars 1945.
Efter befrielsen i maj 1945 tog han plats i den danska regeringen under från maj till november 1945 som minister för särskilda angelägenheter och hade ansvaret för det s. k. ”retsopgöret” efter kriget. Året därpå invaldes han i Folketinget för Danmarks kommunistiska parti. Han innehade sitt parlamentariska mandat fram till 1950. År 1958 bröt han med kommunisterna och medverkade till att grunda Socialistisk Folkeparti under Aksel Larsen.